# The Cloak of Guilt
The Cloak of Guilt è un cortometraggio distribuito nelle sale dalla General Film Company il 27 giugno 1913. Il film fu prodotto dalla Kalem Company e fu interpretato da Alice Joyce e da Thomas Moore; il regista non viene riportato nei titoli.

## Trama
Helen, dopo la morte del padre da tutti ritenuto ricco, si ritrova senza un soldo. Alla ricerca di un lavoro, lo trova dalla signora Stuyvesant, una vedova benestante che spera che sua figlia Alma sposi Jack Mason, un giovane milionario. Lui, però, sembra interessato non alla figlia della padrona di casa, ma piuttosto alla dipendente. Gelosa, Alma nasconde un gioiello che vuol far sembrare rubato da Helen. Ma, nascondendolo, rompe una bottiglia di profumo. Sarà proprio il profumo a rivelare la verità a Jack.

## Produzione
Il film fu prodotto dalla Kalem Company

## Distribuzione
Il film fu distribuito nelle sale dalla General Film Company il 27 giugno 1913.